# Septembre 1794

## Événements
- Vendanges précoces dans le Nord de la France.

- 1er septembre (15 fructidor an II) : la ligne de sémaphore de Chappe informe les Parisiens de la victoire de Condé-sur-l'Escaut sur les Autrichiens moins d’une heure après l'évènement.

- 2 septembre (16 fructidor an II), France : bataille des Bauches.

- 4 septembre (18 fructidor an II), France : décret sur la fortune des députés de la Convention.

- 8 septembre (22 fructidor an II), France : bataille de La Roullière.

- 10 septembre : fondation de l'Université du Tennessee à Knoxville.

- 14 septembre (28 fructidor an II), France :
  - les missions des députés sont réduites à trois mois.
  - Bataille de Fréligné.

- 17 et 18 septembre (jour de la vertu et jour du génie an II) : victoire française à la bataille de Sprimont[1].

- 18 septembre (jour du génie an II), France : loi sur la séparation des Églises et de l'État.

- 19 septembre (jour du travail an II) : dans le cadre du pillage systématique de la Belgique par la République française, les premières œuvres d'art saisies arrivent à Paris.

- 21 septembre (jour des récompenses an II) : bataille de Dego.

- 28 septembre (7 vendémiaire an III) : création officielle de l'École centrale des travaux publics, future École polytechnique.

## Naissances
- 2 septembre : James Marsh (mort en 1846), chimiste britannique.
- 9 septembre (23 fructidor an II) :
  - Léandre Desmaisières, homme politique belge († 27 mai 1864).
  - William Lonsdale, géologue et paléontologue britannique († 11 novembre 1871).
- 27 septembre :
  - Césarine d'Houdetot (morte le 26 décembre 1877), écrivaine française
  - Michał Wiszniewski (mort le 22 décembre 1865), philosophe, psychologue et historien polonais
- 29 septembre : Rose de Freycinet , première femme à faire le tour du monde sur un navire militaire.
- 30 septembre : Carl Joseph Begas, peintre allemand († 24 novembre 1854).

## Décès
- 19 septembre (jour du travail an II) : Jean-Pierre Claris de Florian, fabuliste (1755-1794) des suites d'une précédente détention.